# La volpe a tre zampe
La volpe a tre zampe è un film italiano del 2004 diretto da Sandro Dionisio, tratto dall'omonimo romanzo di Francesco Costa.

## Trama
Napoli, 1956. La città ancora ferita dai bombardamenti vive speranze di ricostruzione. In un campo di sfollati della periferia di Fuorigrotta, il piccolo Vittorio (10 anni) sogna una vita diversa in America, attratto dai film che vede al Cinema Bolivar dove lo incantano i primi piani di Susan Hayward, la sua attrice preferita. Quando conosce una donna americana, Ruth Conway, moglie infedele di un generale della Nato, crede che si tratti di Susan Hayward in persona, venuta a Napoli dalla prospera America per strapparlo alla miseria e portarlo a Hollywood, e finisce conseguentemente col vedere in lei un legame con quel mondo che sogna di raggiungere.